# Kelemenfalu
Kelemenfalu (szlovákul Kalameny) község Szlovákiában, a Zsolnai kerületben, a Rózsahegyi járásban.

## Fekvése
Rózsahegytől 13 km-re északkeletre, a Chocs-hegység tövében fekszik.

## Története
A falu sorsa szorosan összefügg a közeli Nagyvár (Szielnic) várával, melyeknek szolgálófaluja volt. A vár romjai a község közelében, a Chočs hegyen találhatók. A várat a 13. század második negyedében építették, 1262-ben említik először. Kezdetben királyi várként a zólyomi ispánsághoz tartozott. A falu 1264-ben keletkezett Liptótepla határában. Először egy Kelemen nevű földesúr birtoka volt, innen a neve.
A várat a 14. század elején Csák Máté foglalta el. Az oligarcha halála után újra a királyé Dancs mester zólyomi ispán uralma alatt. 1340-ben az ispánság több részre oszlott és Liptó önálló ispánsági székhely lett. A falut 1375-ben „Kelemenfolua”, 1391-ben „Kelemenfalva” néven említik. A Klementin, majd később a Lófay és Madocsányi család birtoka volt.
A várat 1397-ben „Magnum castrum Liptovience”, azaz Nagyliptóvár néven említik, ugyanakkor IV. Vencel cseh király serege foglalta el. 1406-ban Gara Miklós kapta meg a liptói ispáni címmel együtt. 1441-ben elfoglalták a husziták. 1454-ben Hunyadi János a Pongráczoknak adta. 1459-ben Hunyadi Mátyás Komorovszky Péter árvai és liptó ispánnak adományozta. Komorovszky azonban a lengyel-magyar viszályban a lengyel királlyal szimpatizált, ezért Mátyás elfogatta és bezáratta, a várat pedig leromboltatta.
1715-ben 4 adózója volt a falunak, azonban 1720-ban már csak puszta. 1784-ben 44 házában 232 lakos élt.
A 18. század végén Vályi András így ír róla: „KELEMENFALVA. Kalameni. Tót falu Liptó Várm. földes Ura a’ K. Kamara, lakosai katolikusok, fekszik Lucskinak szomszédságában, és annak filiája, határja közép termékenységű, legelője, és fája elég van, piatzozása Rozenbergán két órányira.”
1828-ban 28 háza volt 258 lakossal, akik mezőgazdasággal, állattartással foglalkoztak.
Fényes Elek 1851-ben kiadott geográfiai szótárában így ír a faluról: „Kelemenfalva, (Kalameny), Liptó m. tót falu, Lucskihoz egy fertály, 241 kath., 17 evang. lak. Földje sovány; erdeje szép; legelője, s juha sok. F. u. Madocsányi, s m. t. Ut. post. Rosenberg.”
A trianoni diktátumig Liptó vármegye Németlipcsei járásához tartozott.

## Népessége
| Év:            | 1994. | 2004.   | 2014.   | 2024.   |
| -------------- | ----- | ------- | ------- | ------- |
| Emberek száma: | 456   | 477     | 466     | 421     |
| Eltérés:       |       | +4,60 % | -2,30 % | -9,65 % |

| Év:            | 2023. | 2024.   |
| -------------- | ----- | ------- |
| Emberek száma: | 432   | 421     |
| Eltérés:       |       | -2,54 % |

1910-ben 343, túlnyomórészt szlovák lakosa volt.
2001-ben 443 lakosából 439 szlovák volt.
2011-ben 460 lakosából 451 szlovák.

## Nevezetességei
- Liptó várának romjai a községtől északkeletre találhatók.
- A község területén természetes termál vízű tó található.

## Külső hivatkozások
- Községinfó
- Kelemenfalu Szlovákia térképén
- Liptóvár története
- E-obce.sk Archiválva 2007. november 3-i dátummal a Wayback Machine-ben